# RapidEye Constellation

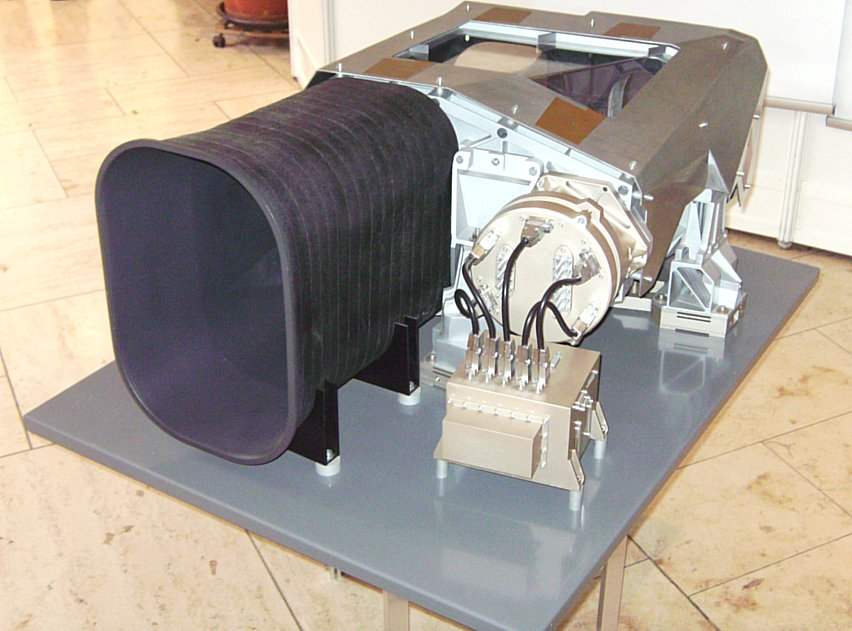
Originalgetreues Modell der Zeilenkamera von Rapideye

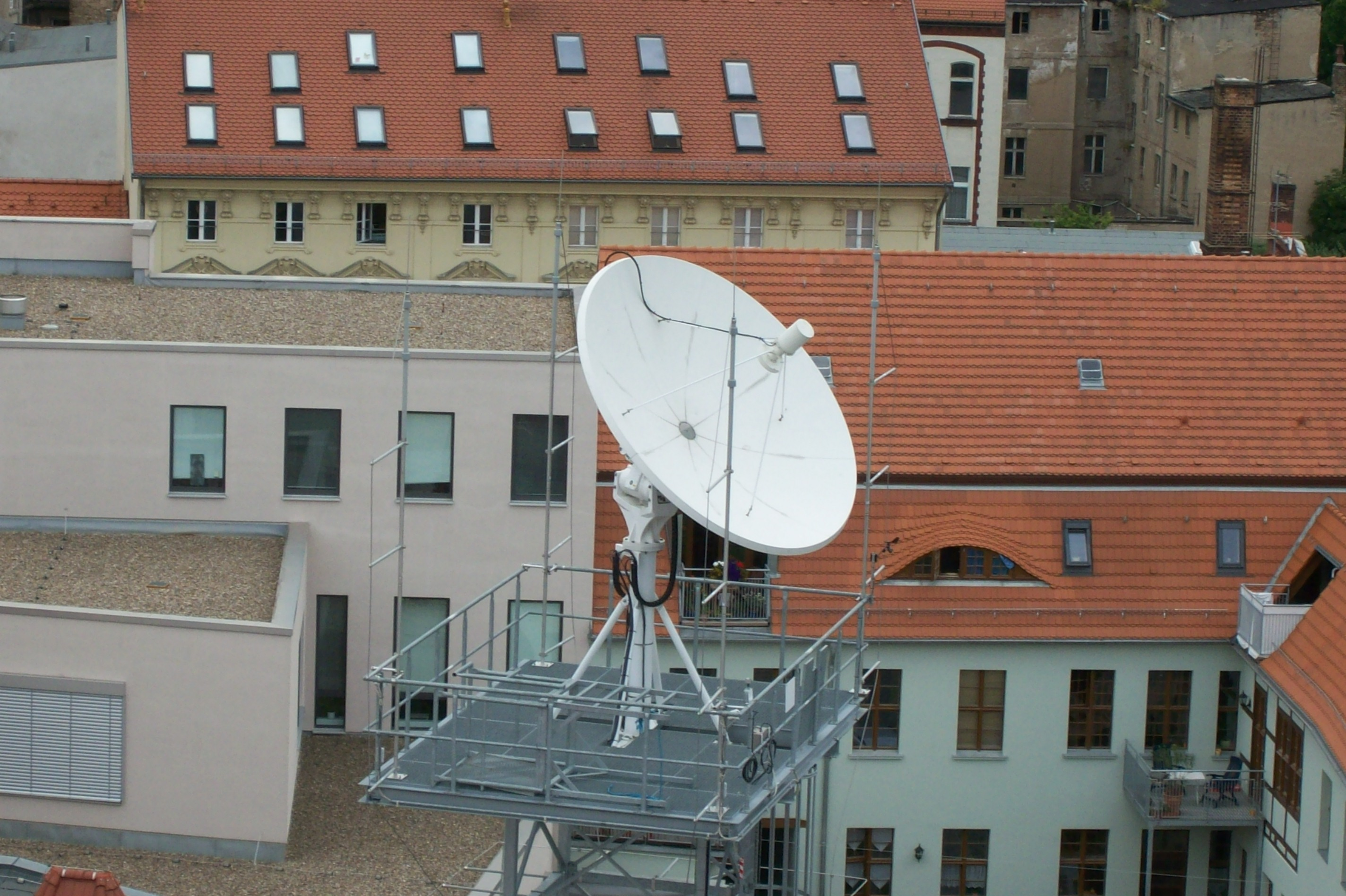
Empfangseinheit von Rapid Eye

Die RapidEye Constellation ist ein ehemaliges Netzwerk aus fünf Erdbeobachtungssatelliten. Die Satelliten gehörten der RapidEye AG, dem ersten deutschen Privatanbieter für Geodaten-Dienstleistungen. Nach Insolvenz der RapidEye AG 2011 und einer wirtschaftlichen Konsolidierung gehörte das Unternehmen der Planet Labs Germany in Berlin, einem Ableger des US-amerikanischen Unternehmens Planet Labs. Die Satelliten waren von 2009 bis 2020 in Betrieb.

## Entwicklung
Das Satellitensystem wurde ab 1996 von dem Münchner Raumfahrtunternehmen Kayser-Threde basierend auf Ideen des DLR als Leitprojekt zur Kommerzialisierung der Raumfahrt und Teil des neuen deutschen Raumfahrtprogramms entwickelt. Die britische Firma Surrey Satellite Technology (SSTL) in Guildford (Vereinigtes Königreich) fertigte die Satelliten. Die Kameras und Sensoren wurden von der Jena-Optronik GmbH in Jena entwickelt und gebaut. Die Satelliten auf Basis des Satellitenbus MicroSat-100 haben eine Masse von etwa 156 kg und waren für mindestens sieben Jahre Betriebsdauer ausgelegt. Nach einem Publikumswettbewerb erhielten sie die Namen Tachys (schnell), Mati (Auge), Choma (Erde), Choros (All) und Trocha (Orbit).
Die Projektkosten beliefen sich auf insgesamt 160 Millionen Euro. Daran beteiligte sich das DLR mit knapp 15 Millionen Euro und das Bundesland Brandenburg mit 37 Millionen Euro.

## Bilderfassung und -übertragung
Das optische System registrierte mit fünf Zeilenscannern multispektrale Bilder im Wellenlängenbereich von 440 nm bis 850 nm: 440–510 nm (blau), 520–590 nm (grün), 630–685 nm (rot, zusammen mit dem NIR-Kanal Erfassung des NDVI), 690–730 nm (red edge) und 760–850 nm (nahes Infrarot). Die geometrische Auflösung in jedem Kanal lag bei 6,5 Metern pro Pixel. Mit jeweils 12.000 Pixeln pro Zeile erfasst die Kamera eine Schwadbreite von ca. 77 km. Die maximale Länge eines Bildstreifens betrug 1500 km. Täglich konnten 4 Millionen Quadratkilometer der Erdoberfläche erfasst werden, wovon 1500 Quadratkilometer zwischengespeichert werden konnten. Die Satelliten konnten so eingestellt werden, dass sie innerhalb eines Tages jeden Punkt der Erde fotografierten.
Die Bodenstation für die Satellitensteuerung befand sich in Brandenburg an der Havel. Die Kommandierung der Satelliten erfolgte durch die BlackBridge AG in Berlin. Die Bilddaten wurden von einer Satellitenstation auf Spitzbergen im Nordatlantik empfangen. Die Datenübertragungsraten betrugen:
- 80 Mbps für Bilddaten (X-Band)
- 9.6 kbps für TT&C (downlink)
- 38.4 kbps TT&C (uplink)

## Umlaufbahn
Die fünf Satelliten wurden am 29. August 2008 um 07:15 Uhr UTC von einer Dnepr-Trägerrakete vom russischen Raketenstartplatz Baikonur in den Weltraum gebracht. Sie umkreisten in etwa 630 km Höhe auf einer gemeinsamen sonnensynchronen Umlaufbahn in ungefähr gleichen Abständen zueinander die Erde. Der Äquator-Überflug von Nord nach Süd erfolgt jeweils um 11:00 Uhr Ortszeit.

## Verwendung
Generell wurde jedes Gebiet der Erde innerhalb von weniger als fünf Tagen überflogen. Durch Schwenken der Satelliten quer zur Flugrichtung war es aber auch möglich, jeden Punkt der Erde an jedem Tag zu untersuchen, soweit die Bewölkung dies dort zuließ. Dies ermöglichte die Aufnahme eines Gebietes aus verschiedenen Blickwinkeln. Aus den resultierenden stereoskopischen Aufnahmen ließen sich digitale Geländemodelle ableiten. Hochaufgelöste Fotos mit einer Detailgenauigkeit von fünf Metern bildeten die Grundlage topographischer Karten mit einem Maßstab von 1:25.000. Multitemporale Bilddaten gaben unter anderem über Wachstumsentwicklungen auf Ackerbauflächen Aufschluss oder ermöglichten feldgenaue Kartierungen von Unwetterschäden.